# Аленино (Владимирская область)
Але́нино — деревня в Киржачском районе Владимирской области России, входит в состав Филипповского сельского поселения. 

## География
Деревня расположена в 15 км от Киржача. Граничит с селом Филипповское. В Аленино проходит автомобильная трасса А-108, которая отделяет деревню от села Филипповское. Рядом протекают реки Кошинка и Шерна, находится месторождение торфа.

## История
В конце XIX — начале XX века деревня входила в состав Филипповской волости Покровского уезда, с 1926 года в составе Александровского уезда. В 1859 году в деревне числилось 37 дворов, в 1905 году — 87 дворов, в 1926 году — 104 двора.
С 1864 года в деревне располагались шёлково-ткацкие фабрики крестьян Андрея Васильевича Федотова (в 1900 году — 100 рабочих) и Константина Алексеевича Федотова (в 1900 году — 155 рабочих).
С 1929 года деревня входила в состав Никулинского сельсовета Киржачского района, с 1940 года — в составе Филипповского сельсовета, с 2005 года — в составе Филипповского сельского поселения.
В 1965 году деревня Никулкино (население в 1926 году — 611 жителей), посёлок фабрики «Рабочая борьба» и деревня Аленино объединены в деревню Аленино.

## Население
| 1859 | 1905 | 1926 | 1959 | 1970  | 1979 | 1983 |
| ---- | ---- | ---- | ---- | ----- | ---- | ---- |
| 243  | ↗686 | ↘522 | ↘503 | ↗1035 | ↘910 | ↘836 |
| 2002 | 2010 | 2021 |      |       |      |      |
| ↘680 | ↘593 | ↗603 |      |       |      |      |

## Инфраструктура
В деревне имеются сельский дом культуры, детский сад № 15